# Tom Maddox
Tom Maddox (Beckley, 1945 – 18 ottobre 2022) è stato un autore di fantascienza statunitense e professore di lingua e letteratura all'Università statale della Virginia, conosciuto per il suo contributo agli inizi del movimento cyberpunk.
Il suo primo romanzo è stato Halo, pubblicato nel 1991 da Tor Books. Il suo racconto Snake Eyes (in Italia conosciuto come Occhi di Serpente) è apparso nella raccolta Mirrorshades del 1986 edita da Bruce Sterling.
È forse conosciuto maggiormente per essere un amico e compagno di scrittura di William Gibson. Assieme hanno scritto due episodi per la serie X-Files: Intelligenza artificiale (Kill Switch) e  High-tech (First Person Shooter).
Maddox è il creatore del termine Intrusion Countermeasures Electronics o ICE. Secondo Maddox ha coniato il termine in un manoscritto di un racconto non pubblicato che mostrò a William Gibson durante una convention di fantascienza a Portland (Oregon). Gibson chiese il permesso di usare l'acronimo e Maddox acconsentì.
Il termine fu poi usato da Gibson nei suoi primi racconti e nel romanzo Neuromante.
Tom Maddox ha rilasciato i suoi lavori sotto licenza Creative Commons, rendendoli disponibili sul suo sito web.

## Opere

### Romanzi
- Halo (1991)

### Racconti
- The Mind Like a Strange Balloon (1985)
- Snake-Eyes (1986)
- Spirit of the Night (1987)
- The Robot and the One You Love (1988)
- Florida (1989)
- Baby Strange (1989)
- Gravity's Angel (1992)